# Arrondissement de Bad Tölz-Wolfratshausen
L'arrondissement de Bad Tölz-Wolfratshausen est un arrondissement de Bavière (Allemagne) situé dans le district de Haute-Bavière. Son chef lieu est Bad Tölz.

## Villes, communes et communautés d'administration
(nombre d'habitants en 2006)
| Städte 1. Bad Tölz (17 637) 2. Geretsried (23 335) 3. Wolfratshausen (17 410) Verwaltungsgemeinschaften 1. Benediktbeuern (Communes Benediktbeuern et Bichl) 2. Kochel a.See (Communes Kochel a.See et Schlehdorf) 3. Reichersbeuern (Communes Greiling, Reichersbeuern et Sachsenkam) Gemeindefreie Gebiete (7,99 km², inhabités) 1. Pupplinger Au (3,72 km²) 2. Wolfratshauser Forst (4,27 km²) | Gemeinden 1. Bad Heilbrunn (3 712) 2. Benediktbeuern (3 462) 3. Bichl (2 073) 4. Dietramszell (5 259) 5. Egling (5 234) 6. Eurasburg (4 262) 7. Gaißach (3 010) 8. Greiling (1 376) 9. Icking (3 599) 10. Jachenau (876) 11. Kochel am See (4 159) 12. Königsdorf (2 912) 13. Lenggries (9 547) 14. Münsing (4 166) 15. Reichersbeuern (2 219) 16. Sachsenkam (1 238) 17. Schlehdorf (1 216) 18. Wackersberg (3 581) |